# 71461 Чоумії
71461 Чоумії (71461 Chowmeeyee) — астероїд головного поясу, відкритий 28 січня 2000 року.
Тіссеранів параметр щодо Юпітера — 3,200.